# Route nationale 479
Pour les articles homonymes, voir Route 479.
La route nationale 479, ou RN 479, est une ancienne route nationale française se détachant de la RN 478 à hauteur de la commune de Saint-Germain-Chassenay et allant à Moulins.

## Histoire
À sa création en 1933, la route nationale 479 était définie « de Decize à Moulins », la section de Decize à Saint-Germain-Chassenay étant assurée par la route nationale 478.
À la suite de la réforme de 1972, la RN 479 a été déclassée en RD 979a, le numéro 979 étant déjà utilisé pour le déclassement de la RN 79 Nevers – Bourg-en-Bresse.

## Tracé
- Saint-Germain-Chassenay
- Les Oudilles, communes de Saint-Germain-Chassenay et de Toury-Lurcy
- Saint-Ennemond
- Avermes
- Moulins